# Rehmanniella
Rehmanniella is een geslacht van korstmossen behorend tot de familie Teloschistaceae. De typesoort is Rehmanniella wirthii.

## Geslachten
Volgens Index Fungorum telt het geslacht vijf soorten (peildatum oktober 2021):
| Soortnaam                    | Auteur(s)                                | Publicatiejaar |
| ---------------------------- | ---------------------------------------- | -------------- |
| Rehmanniella leucoxantha     | (Müll. Arg.) S.Y. Kondr.                 | 2020           |
| Rehmanniella poeltiana       | S.Y. Kondr. & Hur                        | 2020           |
| Rehmanniella subgyalectoides | (S.Y. Kondr. & I. Kärnefelt) S.Y. Kondr. | 2020           |
| Rehmanniella syvashica       | (Khodos., Vondrák & Soun) S.Y. Kondr.    | 2020           |
| Rehmanniella wirthii         | S.Y. Kondr.                              | 2018           |